# Toronto Rock and Roll Revival Festival
Le Toronto Rock and Roll Revival (aussi appelé Toronto Peace Festival) est un festival de musique. Organisé le 13 septembre 1969 au Varsity Stadium de Toronto, il met en vedette un certain nombre d'artistes populaires des années 1950 : Jerry Lee Lewis, Chuck Berry, Bo Diddley, Little Richard, Gene Vincent, partageant la scène avec des groupes du moment : The Doors, Alice Cooper, Chicago Transit Authority, etc.
Ce festival est particulièrement marqué par la première performance de John Lennon avec sa femme Yoko Ono et leur groupe le Plastic Ono Band, marquant sa première apparition scénique sans les Beatles. Par sa présence à laquelle personne ne croyait, Lennon sauve l'événement d'un désastre iminent. Le concert abouti à la sortie quelques mois plus tard de l'album live, Live Peace in Toronto 1969. C'est également lors de cet événement qu'Alice Cooper est découvert pour la première fois par le public canadien.
Le Toronto Rock and Roll Revival Festival a été filmé par le cinéaste D.A Pennebaker et a fait l'objet de plusieurs films dont le plus notable Sweet Toronto est sorti en 1971. Un nouveau documentaire réalisé par Ron Chapman retraçant l'histoire du festival Revival 69: The Concert That Rocked the World est sorti en 2022.

## Genèse

### Histoire
En août 1969, le groupe Sha Na Na triomphe au festival de Woodstock avec son hommage au rock'n'roll des années 1950, engendrant un regain d'intérêt pour cette musique. Les pionniers de cette époque, Chuck Berry, Little Richard et Jerry Lee Lewis, reviennent alors sur le devant de la scène pour montrer que nul ne les avait surpassés en matière d'énergie et ou d'anarchie . C'est à ce moment que John Brower et Ken Walker, deux promoteurs canadiens, décident d'organiser un festival consacré au rock'n'roll. Celui-ci doit avoir lieu le 13 septembre 1969 au Varsity Stadium de l'Université de Toronto. Ils réunissent une affiche de rêve : Bo Diddley Jerry Lee Lewis, Chuck Berry, Little Richard et Gene Vincent. Ils leur adjoignirent un ensemble de groupes de la fin des années 60 dont The Doors en tête d'affiche, l'extravagant Alice Cooper, les jazz-rockers de Chicago Transit Authority, le Louisianais Tony Joe White, le groupe de rockabilly Cat Mother & the All Night Newsboys et Screaming Lord Sutch . 
Le réalisateur D.A Pennebaker, célèbre pour avoir tourné le documentaire Dont Look Back sur la tournée britannique de Bob Dylan en 1965 et le film Monterey Pop sur le festival de Monterey en 1967 est choisi pour filmer l'événement. « Je suis allé là-bas parce que ces quatre gars jouaient. J'étais heureux de faire ce film parce que c'était un moment extraordinaire dans l'histoire du rock'n'roll. »
Dans un premier temps, les choses s'annoncent très mal : trois jours avant le début du festival, les promoteurs n'ont vendu que 2 000 tickets pour un stade qui compte 20 000 places. Alors qu'ils sont sur le point de déclarer l'affaire en faillite, Kim Fowley, engagé pour présenter les artistes leur suggère d'appeler John Lennon, persuadé que seul un Beatle pourrait les sauver du désastre. Brower téléphone donc à Lennon et lui demande si, avec sa femme Yoko Ono, ils seraient disposés à être les maîtres de cérémonie. Lennon, qui vient de terminer avec les autres fab four l'enregistrement du dernier album des Beatles, Abbey Road, accepte, à la seule condition de pouvoir se produire sur scène avec un groupe. Médusé, Brower accepte l'offre et leur envoie rapidement des billets d'avion en première classe. « Tout le monde écoutait la conversation dans le bureau et ils ont tous écarquillé les yeux, genre : "Non, il n'est pas sérieux." Alors j'ai dit : "Oui, je crois que je peux trouver une place à l'affiche pour toi, on va arranger ça." » Reste au Beatle à former un groupe à toute vitesse. Il appelle d'abord George Harrison qui refuse. Le samedi 13 septembre au matin, Eric Clapton, qui vient d'effectuer une tournée avec le groupe Blind Faith, reçoit un coup de fil de John l'invitant à le rejoindre. Il accepte et le groupe se compose finalement de John et Yoko, du bassiste Klaus Voormann et du futur batteur de Yes (entre autres groupes)  Alan White.
Les médias, y compris les stations de radio, refusent de croire Brower et les ventes de billets ne bougent pas, jusqu'à ce qu'un promoteur de Detroit, Russ Gibb, diffuse l'enregistrement de la conversation téléphonique entre Brower et l’assistant personnel de John et Yoko, Anthony Fawcett. L'annonce provoque un véritable engouement de dernière minute et remplit le Varsity Stadium au cours de l'après-midi de l'événement.
À leur arrivée, John et Yoko sont escortés en limousine depuis l'aéroport de Toronto par 80 motards chargés de la sécurité. « Il y a donc John et Yoko dans la limousine et tous les autres dans d'autres voitures. On arrive par la voie secondaire. La limousine commence à ralentir. John jette un coup d'œil et voit toutes ces bécanes qui arrivent et il tend le bras pour verrouiller les portières. Puis il me jette un regard du genre : "Bon, on est en sécurité." Je lui dis : "Je ne voulais pas t'en parler avant qu'on arrive, mais ce sera ton escorte à Toronto." Il m'a regardé avec un grand sourire. Ce sont donc quatre-vingts motos qui démarrent dans un nuage étourdissant de fumée bleue, et nous voilà partis. Ils ont juste traversé la ville. La police s'était préparée. Elle avait bouclé les carrefours, car rien n'aurait pu arrêter ces gars-là. Ils savaient se rendre au Varsity Stadium et c'était tout. Il ne fallait pas se trouver sur leur route. »

## Déroulement

### Plastic Ono Band
Le groupe arrive sur les lieux du concert vers 22 heures. En coulisses, John et Yoko attendent pendant plusieurs heures dans leur loge leur montée en scène. Yoko n'est pas vraiment transportée par le décor. « Je viens du milieu de la musique d'avant-garde, ce qui est un peu comme le milieu classique. Quand on donne un concert, comme au Carnegie Hall, par exemple, il y a une belle salle d'attente que l'on appelle "la chambre verte". Là, on entre et c'est tout un stade. Quant à la salle d'attente, c'était une simple pièce en béton. Je n'arrivais pas à y croire. Actuellement, pour un concert de rock, on trouverait une salle d'attente avec de la moquette, mais ce n'était pas le cas à l'époque. J'ai regardé John, il a éclaté de rire et a lancé : "Bienvenue dans le rock and roll." Ce fut donc une expérience très intéressante pour moi. » Lennon négocie l'ordre de passage du programme avec Little Richard, celui-ci voulant finalement passer en avant-dernier, à la place de Doug Kershaw, initialement prévu juste avant les Doors qui doivent clore le festival. Lennon veut lui aussi passer en avant dernier, et s'oppose donc à Little Richard, comme il le fait avec Jim Morrison, dont l'idée de passer après Lennon et son groupe l'effraye et veut se désister de passer en dernier. Lennon obtient gain de cause et les Doors cloront bien les 12 heures du festival 
Avant de monter sur scène, Lennon est si terrifié d'avoir à se confronter avec autant de ses idoles d'enfance réunies qu'il inhale une grande quantité de cocaïne. Le mélange du stress et de la drogue prend le dessus. « John a vomi, se souvient Kim Fowley. Et puis il s'est mis à pleurer. Il a dit: "Je suis terrifié. Imagine, si les Beatles étaient le seul groupe dans lequel tu aies jamais joué et que, pour la première fois, tu montes sur scène avec des gens qui ne sont pas les Beatles." » Afin d'atténuer son trac, Brower fait baisser les lumières des projecteurs et demande aux spectateurs d'allumer des briquets.
À minuit, c'est un Lennon nerveux qui s'avance sur scène et s'adresse aux 20 000 personnes de l'assistance, qui l'acclament bruyamment. « On va se contenter de jouer des morceaux qu'on connaît, mais qu'on n'a jamais joué ensemble. » annonce-t-il. La foule n'ayant pas l'air de s'en formaliser, le groupe se lance avec Blue Suede Shoes de Carl Perkins et d'autres classiques du rock'n'roll (Money, Dizzy Miss Lizzy) avant entamer le Yer Blues, tiré du White Album des Beatles. S'ensuit une nouvelle chanson Cold Turkey, et Give Peace a Chance, qui est repris en chœur par le public. Yoko Ono se joint ensuite au groupe pour Don't Worry Kyoko (Mummy's Only Looking for Her Hand in the Snow) et John John (Let's Hope for Peace), deux chansons dont le caractère avant-gardiste fut comparé par le magazine Rolling Stone au « cri du cœur d'une femme extrêmement inquiète. » Larry Leblanc, alors jeune reporter de l'édition canadienne de Billboard, se trouve dans la fosse entre la scène et le public : « Les gens étaient polis. Ils étaient stupéfaits, mais savaient que c'était une artiste, qu'elle avait pris des photos de clochards et des trucs de ce genre. On s'est dit que ça se terminerait tôt ou tard, mais ça n'en finissait pas. » Certains racontent qu'on lui aurait jeté des projectiles, ce que dément Leblanc : « Des gens huaient sur les côtés, mais tout ce qu'on aurait pu lui balancer aurait atterri près de moi. Rien de ce genre ne s'est produit. »
Le succès du concert encourage Lennon à précipiter la fin de son appartenance aux Beatles deux semaines plus tard. Le plaisir qu'il éprouve sur scène tranche singulièrement avec la pression qui entoure alors le groupe. « Ça a été un frisson incroyable, se rappellera-t-il. Je ne m'étais jamais senti aussi bien de ma vie. Tout le monde était debout et sautait en l'air en faisant le signe de la paix. » Dès lors, Lennon n'envisage la scène que sous deux aspects : en jammant avec d'autres musiciens ou dans le cadre de concerts de charité, prolongement de l'engagement politique du couple. »

### Alice Cooper
Présents à l'affiche notamment grâce au soutien de Frank Zappa, Alice Cooper et son groupe, alors en pleine promotion de leur premier album, Pretties for You, sont encore de parfaits inconnus pour les milliers de hippies témoins de leur prestation. « Notre manager Shep Gordon connaissait des gens. Ils voulaient qu'on joue dans un grand concert et il a passé un mois à les aider à organiser tout ça. Le stade était plein à craquer et la foule trépignait d'impatience. Tout le monde était très excité. Un Beatle jouerait après nous, qui n'étions connus de personne, on savait qu'il fallait faire un coup d'éclat. Jouer avant John Lennon, ça n'arrive pas souvent. Quand on est montés sur scène, les gens étaient un peu perplexes, mais ils ont adoré notre énergie. »
Le groupe est d'abord choisi pour accompagner Gene Vincent sur scène, afin d'interpréter le répertoire du rocker, alors en déclin depuis son âge d'or, mais revigoré ce soir-là, les musiciens s'appliquant à dynamiter ses grands classiques tels que Be-Bop-A-Lula ou Race With The Devil.
Lorsque le groupe monte sur scène, les musiciens réussissent à plonger les spectateurs dans la stupeur et l'incompréhension générale. Alors qu'ils terminent leur prestation en livrant un simulacre de combat de rue, bagarre potache à l'aide d'extincteurs et d'oreillers à plumes éclatés, un poulet vivant apparaît aux pieds d'Alice. Ce dernier, ne sachant comment s'y prendre, s'en saisit et le relance hors de la scène. Le volatile tombe dans les premières rangées de la foule qui s'en empare et le déchiquette littéralement en quelques secondes. « J'ignore pourquoi il y avait une poule en coulisses. Et quand les plumes sont tombées, j'ai lancé la poule en l'air. J'ai regardé par terre, et la poule était là. Je me suis dit : "Bon. Ça a des plumes et des ailes... Ça devrait voler." Une poule, c'est un oiseau, non? J'ai donc pris la poule et je l'ai lancée dans la foule. Elle est tombée, et les gens l'ont attrapée. Disons que ça n'a pas été très bon pour la santé de la poule. La foule l'a déchirée en morceaux et l'a lancée sur la scène. On ne voyait que du sang, une tête et des plumes. Les gens étaient choqués. On aurait pu entendre une mouche voler. On a tué une poule devant 20 000 hippies. Du jour au lendemain, on est devenus le plus infâme groupe de la planète. »
L'évènement fait le tour de la presse américaine grandissante et vaudra à Alice Cooper ses premières accusations de rocker immoral et d'artiste décadent. L'incident sera très vite répertorié comme le kill the chicken (tuer le poulet), la presse de l'époque prétendant que le chanteur aurait crié ces mots. Alice niera toujours avoir tenu ces propos, déclarant qu'il n'aurait jamais voulu ça. Les journaux iront jusqu'à parler d'un véritable bain de sang sur le public, bien que le scandale sera exagéré, mais Frank Zappa conseille au groupe de ne pas nier, prenant conscience de l'importante publicité que ce scandale pourrait lui apporter. Cette scène, qui contribuera à créer le mythe Alice Cooper, fut filmée et sortira en 1970.
En 2012, le label Applebush publie Nobody Likes Us, une version restaurée et remastérisée des bandes enregistrées lors de ce concert dans leur intégralité, avec l'apparition de passages supplémentaires.

### The Doors
Les Doors se chargent de clore le festival, succédant au Plastic Ono Band. Désavantagés par l'ordre de passage, le concert débute en retard, et Melinda McCracken du Globe and Mail note que le public commence à montrer des signes de fatigue et que le groupe lui-même semble « abattu ». Néanmoins, leur prestation fait l'unanimité : « Morrison est toujours une bête de scène », écrit un journaliste, tandis que Melinda McCracken ajoute que la « grandeur de Morrison en tant que bête de scène est bien là, avec ses sursauts, et ce climat d'excitation qui s'installe à la fin ».
Au milieu de la chanson Light My Fire, le guitariste Robbie Krieger rend hommage à John Lennon en reprenant la mélodie et le refrain du Eleanor Rigby des Beatles. Avant d'entamer leur dernier morceau The End, Morrison, voulant rendre hommage aux artistes qui ont précédé le groupe ce jour-là, déclare à l'audience : « Je me souviens que gamin, quand le rock and roll est apparu, ce fut pour moi une expérience vraiment libératrice. Cela m'a violemment ouvert à d'étranges et nouvelles catacombes de sagesse dont je ne voyais aucun équivalent autour de moi. Et ce soir, ce fut réellement un grand honneur de partager la même scène avec tant d'illustres génies musicaux. » Le groupe quitte la scène à 1h45 du matin. 
Ce concert est la dernière prestation du groupe à Toronto avant le décès de Morrison le 3 juillet 1971.

## Enregistrements
Grâce à l'implication du réalisateur D.A. Pennebaker, la plupart des performances ont été enregistrées et filmées, ce qui par la suite engendrera de nombreuses publications d'enregistrements officiels ou pirates et de films. Le documentaire qui en résulte, Sweet Toronto, sorti dans une relative confidentialité en 1971, compile les meilleurs moments des concerts du jour.
Avant le passage des Doors, Pennebaker se voit refuser l'autorisation de filmer le concert par le manager du groupe Bill Siddons, obligeant l’équipe de tournage à ranger son matériel au début de leur prestation. Des années plus tard, le réalisateur avouera lors d'une interview pour Rolling Stone que ne jamais avoir pu filmer les Doors reste l'un de ses plus grands regrets.

## Programmation finale
- Bo Diddley
- Chicago Transit Authority
- Tony Joe White
- Alice Cooper
- Jerry Lee Lewis
- Chuck Berry
- Cat Mother & the All Night Newsboys
- Gene Vincent
- Junior Walker & The All-Stars
- Little Richard
- Doug Kershaw
- Screaming Lord Sutch
- Nucleus (de Toronto)
- Milkwood
- Whiskey Howl
- Plastic Ono Band
- The Doors

## Filmographie
- 1970: Alice Cooper
- 1971: Sweet Toronto
- 1991: The Story of Rock and Roll (Jerry Lee Lewis)
- 1991: Keep on Knockin' (Little Richard)
- 1991: Rock and Roll Music (Chuck Berry)
- 2022: Revival 69: The Concert That Rocked the World

## Sources
- (en) Cet article est partiellement ou en totalité issu de l’article de Wikipédia en anglais intitulé « Toronto Rock and Roll Revival » (voir la liste des auteurs).